# Taenaris jamesi
Taenaris jamesi är en fjärilsart som beskrevs av Butler 1876. Taenaris jamesi ingår i släktet Taenaris och familjen praktfjärilar. Inga underarter finns listade i Catalogue of Life.